# North Island (Seychellen)
North Island (auch Île du Nord) ist mit 2,01 km² die neuntgrößte Insel der Inneren Seychellen. Sie liegt ungefähr fünf Kilometer nördlich von Silhouette Island und etwa 32 km nordwestlich von Mahé, der Hauptinsel der Seychellen. Anders als die geographische Lage vermuten lässt, gehört die Insel ebenso wie die benachbarte Silhouette-Insel administrativ zum Distrikt La Digue and Inner Islands und wird damit von der Insel La Digue aus verwaltet.
2003 wurde die Insel zu einem privaten Ferienclub North Island Lodge mit elf Gästehäusern ausgebaut.

## Geologie
Geologisch unterscheiden sich North Island und Silhouette von den anderen Inseln der Inneren Seychellen. Beide bestehen aus etwa 63 Millionen Jahre altem Syenit vulkanischen Ursprungs, während der Granit von Mahé oder Praslin etwa 650 Millionen Jahre alt ist.

## Geschichte
North Island war die erste Seychellen-Insel, die von Europäern besucht wurde. Alexander Sharpeigh berichtete 1609 der British East India Company von einer großen Kolonie von Riesenschildkröten.
Von 1826 bis in die 1970er Jahre gehörte die Insel der Familie Beaufond aus Réunion, die sie als Plantage für Früchte und Gewürze nutzte. Weiter wurden Guano, Fischöl und Kopra exportiert. Nach dem Verkauf der Plantage breiteten sich auf der ungenutzten Insel fremde Tiere und Pflanzen aus.
Im Rahmen der Entwicklung zum Resort wurde versucht, die fremden Arten auszurotten und einheimische Tiere und Pflanzen wieder anzusiedeln und so der Insel wieder zu ihrem ursprünglichen Zustand zu verhelfen.